# Arroyo de San Serván (kommun)
Arroyo de San Serván är en kommun i Spanien.   Den ligger i provinsen Provincia de Badajoz och regionen Extremadura, i den sydvästra delen av landet, 290 km sydväst om huvudstaden Madrid. Antalet invånare är 4 267.